# Уть (Гомельская область)
Уть (бел. Вуць) — агрогородок в Утевском сельсовете Добрушского района Гомельской области Республики Беларусь. Административный центр Утевского сельсовета.

## География
В 28 км на юг от районного центра Добруш, в 66 км от Гомеля, в 2 км от железнодорожной станции Тереховка, расположенной на линии Гомель — Бахмач.

## Транспортная система
Транспортная связь по просёлочной дороге, затем по автодороге Тереховка — Гомель.
В населённом пункте 327 жилых домов (2004 год).
Планировка состоит из параллельных — длинной и 2-х коротких улиц, широтной направленности. Застройка двухсторонняя, деревянными домами усадебного типа.

## Экология и природа
На западе агрогородок граничит с урочищем Круглое.

## История
На северной окраине агрогородка (на левом берегу реки Уть) археологами обнаружено городище названное Городок. Выявление этого городища служит доказательством заселения этой местности с древних времён.
По письменным источникам населённый пункт известен с XVI века, находился в составе Речицкого повета Минского воеводства ВКЛ и являлся владением Великого князя. После 1-го раздела Речи Посполитой (1772 год) в составе Российской империи.
В 1640 году согласно инвентаря в селе Утьва было 6 дымов, 3 службы, 7 волов, 5 лошадей. В 1776 году в селе располагались Свято-Никольская церковь и водяная мельница. Уть принадлежала фельдмаршалу графу П. А. Румянцеву-Задунайскому. С 1834 года владение фельдмаршала графа И. Ф. Паскевича. В 1778 году в составе Гомельской волости Белицкого повета. 13 января 1810 года в деревне открыто церковно-приходское училище. В 1816 году в Климовской экономии Гомельского имения. В 1868 году в деревне находился хлебозапасный магазин и круподробилка. После начала работы, в 1874 году железной дороги Гомель — Ромны многие жители деревни работали на ней. В 1880 году в составе Краснобудской волости Гомельского уезда Могилёвской губернии. В 1886 году в деревне работало 4 ветряные мельницы. В 1897 году в Ути работали церковно-приходская школа, хлебозапасный магазин, корчма. В 1909 году действовали школа, церковь, винная лавка, мельница.
С 8 декабря 1926 года Уть является центром Утевского сельсовета Краснобудского, с 4 августа 1927 года Тереховского, с 25 декабря 1962 года Добрушского районов Гомельской области.
С 1926 года в деревне работали начальная школа и отделение связи. Входила в состав Круговец-Калининского сельсовета Краснобудского района Гомельского округа. В начале 1930-х годов организованы колхозы «Большевик», «Осоавиахим», «Высокий хутор». В деревне находились 3 ветряные мельницы, 4 кузницы, 2 конные круподробилки.
Во время Великой Отечественной войны, оккупанты 29 сентября 1943 года сожгли 213 дворов и убили 12 жителей. На фронтах и партизанской борьбе погибли 331 житель деревни.
В 1959 году деревня являлась центром колхоза «Путь к коммунизму». Функционируют средняя школа, Дом культуры, библиотека, детский сад, отделение связи.
В 2010 году деревня Уть преобразована в агрогородок.    

## Население

### Численность
- 2004 год — 327 дворов, 852 жителя

### Динамика
- 1776 год — 77 дворов
- 1788 год — 566 жителей
- 1816 год — 186 дворов, 916 жителей
- 1834 год — 224 двора, 1304 жителя
- 1880 год — 1435 жителей
- 1886 год — 267 дворов, 1578 жителей
- 1897 год — 298 дворов (согласно переписи)
- 1909 год — 360 дворов, 2540 жителей
- 2004 год — 327 дворов, 852 жителя

## Образование
В 1820-е годы по указу графа Михаила Румянцева в Корме, Ути, Кузьминичах и Добруше появились ланкастерские школы. Работали по методу самообучения.

## Достопримечательности
- В память о погибших жителях во время Великой Отечественной войны воздвигнуты обелиск, стела и 2 плиты с именами погибших.
- Памятный знак погибшим в результате аварии на Чернобыльской АЭС.

## Известные лица
- И. Ф. Обушенко — генерал-майор, с 11 декабря 1943 по 11 мая 1945 года командир 6-й стрелковой дивизии

## Топографические карты
- Лист карты N-36-XXXII Новозыбков. Масштаб: 1 : 200 000. Состояние местности на 1985 год. Издание 1989 г. — между посёлком Иваки и Тереховка